# Baramulla (stad)
Baramulla is een stad in het Indiase unieterritorium Jammu en Kasjmir. Het is de hoofdplaats van het gelijknamige district Baramulla.

## Demografie
Volgens de Indiase volkstelling van 2001 wonen er 61.941 mensen in Baramulla, waarvan 55% mannelijk en 45% vrouwelijk is. De plaats heeft een alfabetiseringsgraad van 65%.